# Ardning
Ardning – gmina w Austrii, w kraju związkowym Styria, w powiecie Liezen. Według Austriackiego Urzędu Statystycznego liczyła 1191 mieszkańców (1 stycznia 2015).